# Siemens Mireo
Siemens Mireo — серія електропоїздів (EMU), розроблені Siemens Mobility, за для заміни серії Siemens Desiro. 

Залізничні вагони мають шарнірну конструкцію та алюмінієві кузови, з вагонами довжиною 26 м на кожному кінці потягу та 19 м пасажирськими вагонами між ними, склад потягів від двох до семи вагонів. 
  
Використання алюмінію в поєднанні з новими системами керування має на меті скоротити споживання енергії до 25% порівняно з попередніми EMU Siemens. 

Вагони можуть розвивати максимальну швидкість до 160 км/год. 

Siemens Mobility на кінець 2010-х працює над прототипом водневих паливних елементів. 

Компанія Siemens представила перші потяги Mireo на виставці InnoTrans у 2016 році. 

Перші потяги були замовлені в лютому 2017 року компанією DB Regio, яка замовила 24 тривагонні поїзди місткістю 220 пасажирів для обслуговування своїх маршрутів у долині Рейну на південному заході Німеччини. 

DB Regio замовила ще 57 потягів високої місткості з трьох вагонів для S-Bahn. 

Виробництво поїздів Mireo розпочато у 2018 році, а перший готовий потяг було представлено на початку грудня. 

Очікується, що після тестування поїзди Mireo почнуть використовуватися в червні 2020 року. 

## Mireo Smart
У листопаді 2020 року компанія Siemens представила Mireo Smart. 
Це стандартизований продукт, спрямований на привабливу ціну та швидше постачання. 

Має такі функції, як вдосконалені системи відеоспостереження, покращені системи інформації про пасажирів і повне тестування перед постачанням. 

У лютому компанія Siemens Mobility заснувала дочірню компанію «Smart Train Lease GmbH» (STL), яка дозволяє орендувати поїзди Mireo-Smart на найближчий термін. 

Парк транспортних засобів для німецького ринку буде створено протягом 2024 року і спочатку складатиметься з 12 Mireo Smart, двох Plus B і шести Plus H. Smart Train Lease очікує, що загальна оренда триватиме від одного до восьми років. 

## Mireo Plus
Mireo має два варіанти для роботи на неелектрифікованих дистанціях. 
Їх можна відрізнити за довшою секцією високої підлоги на початку поїзда (чотири вікна замість трьох), де додаткові пристрої розміщені внизу. 
В експлуатації з 2024 року.

### Mireo Plus H
Siemens і Ballard Power Systems розробляють систему паливних елементів для поїздів, яка, як очікується, буде введена в експлуатацію у 2021 році. 

### Mireo Plus B

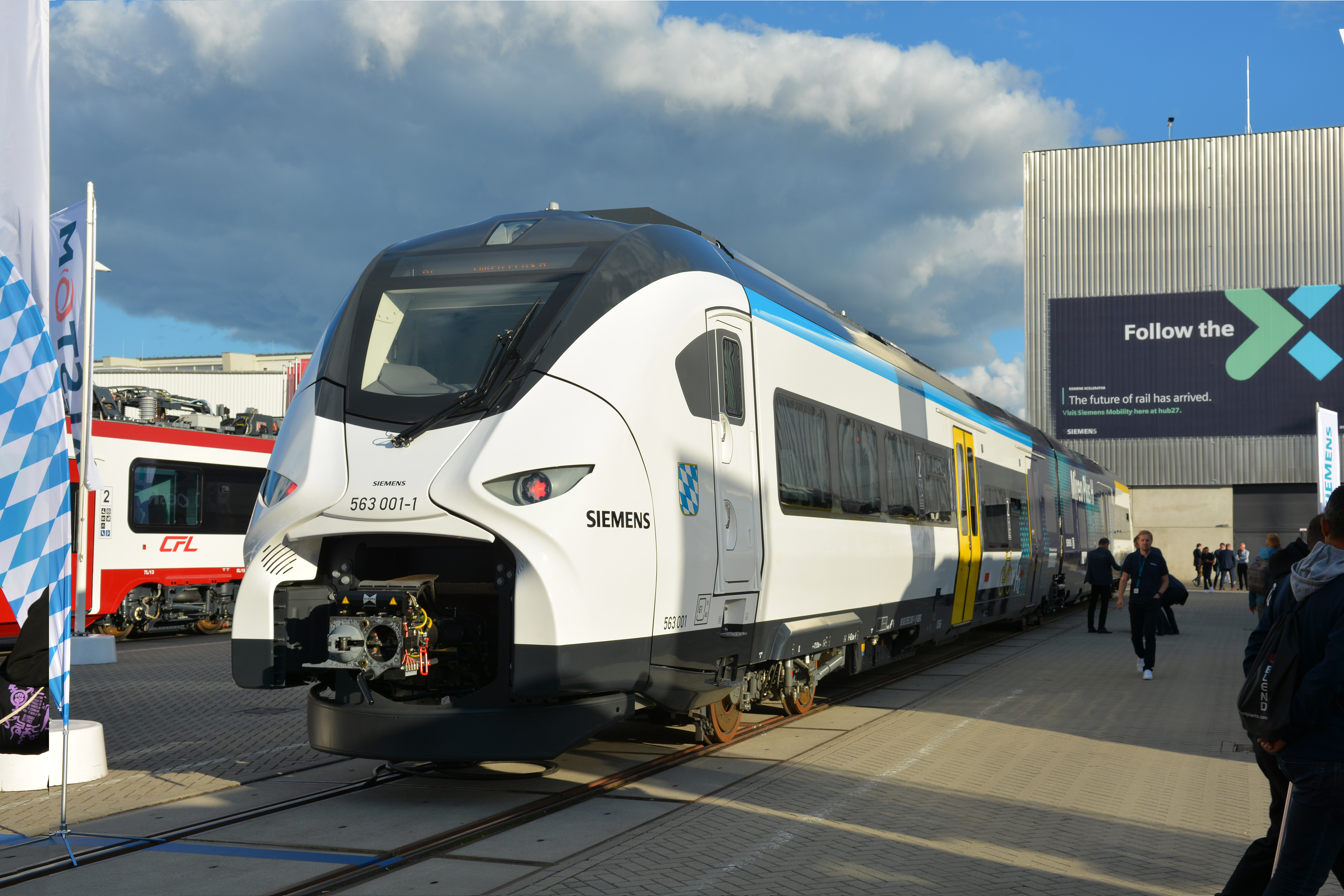
Siemens Mireo Plus H на Innotrans 2022

Був розроблений варіант, обладнаний акумулятором. 
Він може працювати як на електрифікованих лініях (отримання струму від контактної мережі), так і на неелектрифікованих лініях (за допомогою батарей) та може проїхати 80 км на неелектрифікованих лініях. 

У серпні 2019 року NV Baden-Württemberg замовила 20 акумуляторних електричних Mireo. 
Їх використовуватимуть на електрифікованій лінії Оффенбург – Фройденштадт/Горнберг (Кінцигтальбан) і на кількох неелектрифікованих лініях (Ренхтальбан, Гармерсбахтальбан і Ахертальбан).
Ці поїзди використовують літій-титанові батареї (LTO). 
Toshiba гарантувала 15 000 циклів при 10C до 2019 року та 40 000 циклів при 10C до 2022 року. 

Батареї LTO замінюють попереднє використання іоністорів у поїздах для зберігання енергії від гальмування. 